# Geert Bourgeois
Geert Albert Bourgeois (Roeselare, 6 luglio 1951) è un politico e avvocato belga, membro della Nuova Alleanza Fiamminga. Bourgeois è stato membro della Camera dei rappresentanti per il partito nazionalista fiammingo Unione Popolare (VU) e, dopo il suo scioglimento, fondò la Nuova Alleanza Fiamminga. Dal 2004 al 2014 è stato Ministro fiammingo e dal 25 luglio 2014 è Ministro presidente delle Fiandre dal 2014 al 2019. A livello locale, Bourgeois è membro del consiglio municipale di Izegem.

## Biografia
Il padre di Geert Bourgeois, Emiel Bourgeois, è nato a Hulste alla fine della prima guerra mondiale il 10 ottobre 1918. Era un insegnante. Dopo la seconda guerra mondiale, è stato accusato di collaborare e imprigionato per un periodo. Successivamente è stato riabilitato e nominato direttore della scuola primaria in cui ha insegnato in precedenza. È morto nel 1998. Emiel Bourgeois sposò Gaby Vens e insieme hanno avuto quattro figli.

## Formazione
Geert Bourgeois ha studiato legge presso l'Università di Gand e ha lavorato come avvocato dal 1975 al 2003.

## Carriera politica

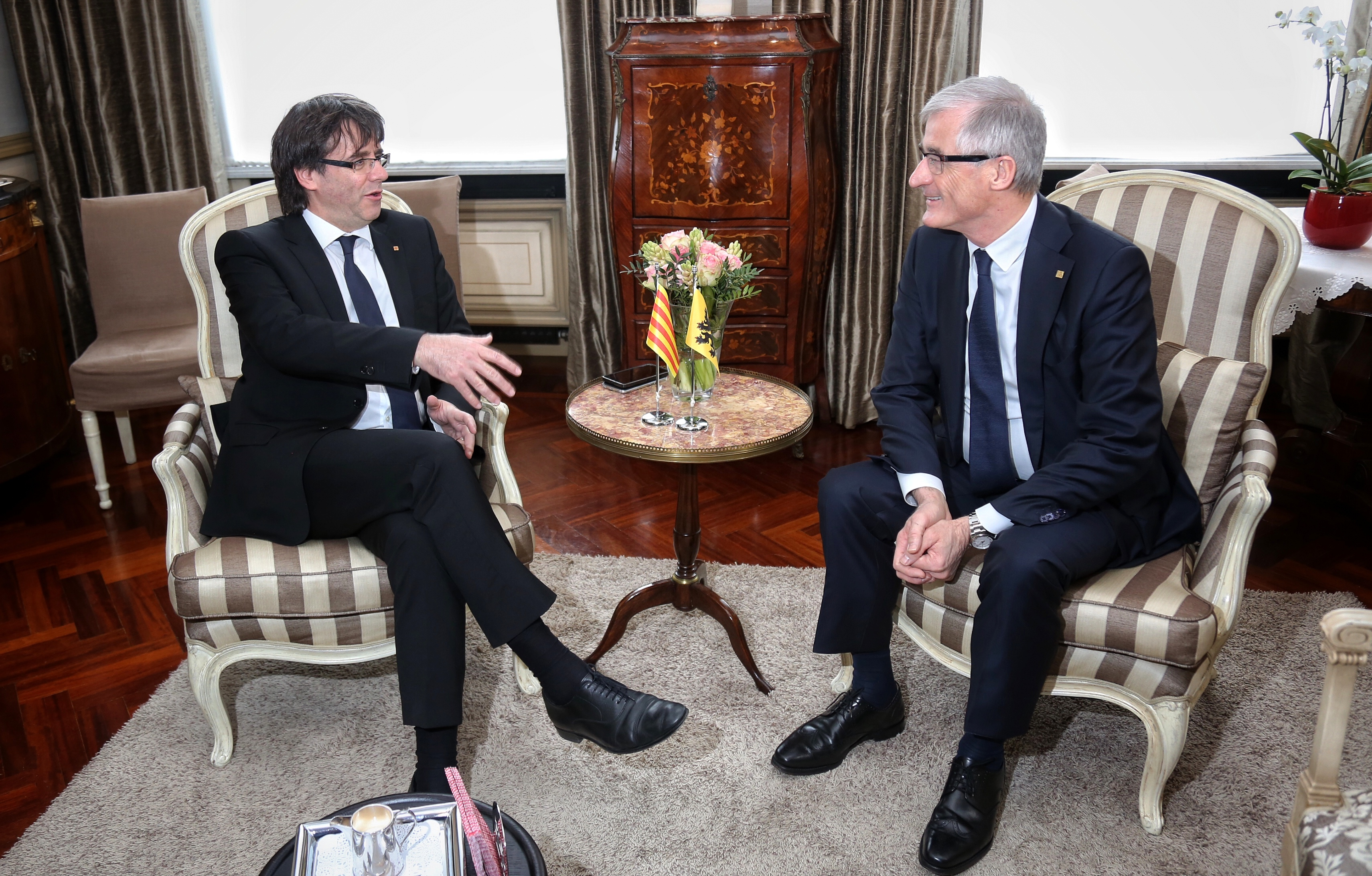
Il capo dell'esecutivo della Generalitat de Catalunya Carles Puigdemont mentre tiene un incontro bilaterale con il presidente delle Fiandre, Geert Bourgeois, nell'ambito del viaggio ufficiale in Belgio del 2016

Bourgeois entrò in politica nel 1977, quando fu eletto al Consiglio comunale di Izegem. Dal 1983 al 1994 fu anche primo giurato.
Bourgeois è stato attivo all'interno del partito nazionale fiammingo Unione Popolare (VU), dove è stato assegnato all'ala conservatrice e centro destra, è entrato all Camera dei rappresentanti nel 1995. Divenne presidente del lacerata da tensioni VU interno il 15 gennaio 2000, concernente il disappunto del presidente spodestato Patrik Vankrunkelsven (VU). Sotto la sua presidenza, la VU, alla fine, è caduta in diverse parti frammentate durante un voto interno il 13 ottobre 2001. Il partito Nieuw-Vlaamse Alliantie (N-VA) divenne poi il gruppo di Vlaams-Nationaal.
Geert Bourgeois ha mantenuto la presidenza del nuovo partito dal 2001 al 2004. Tuttavia, la N-VA è stata tagliata fuori nelle elezioni federali del 18 maggio 2003,: l'unico seggio alla Camera dei Deputati, per la N-VA, è andato a Bourgeois. Per assicurare la sopravvivenza del partito, la N-VA ha lanciato un cartello politico con il CD&V nel 2004.
Nelle elezioni regionali del 2004, la CD&V-N-VA è entrata nel governo fiammingo. Bourgeois è stato ministro del governo fiammingo sotto il primo ministro Yves Leterme (CD&V). Nello stesso anno ha consegnato la presidenza del partito a Bart De Wever (N-VA). In base alle controversie interne all'interno dell'intesa sulla riforma del Belgio e alla sua dissoluzione, Bourgeois ha deciso di dimettersi il 22 settembre 2008. Ha conferito le sue responsabilità all'attuale Primo Ministro, Kris Peeters (CD&V), e da allora in poi ha partecipato all'opposizione nel Parlamento fiammingo.
Nelle elezioni regionali del 7 giugno 2009, la N-VA avrebbe potuto concludere un risultato molto buono, quindi vi è stata una collaborazione con il CD&V e la sp.a guidata da Kris Peeters nel governo. Geert Bourgeois è diventato vice primo ministro fiammingo e ministro dell'interno.
Dopo la vittoria della N-VA nelle elezioni federali e regionali del 25 maggio 2014, Bourgeois ha finalmente rivendicato l'ufficio del primo ministro fiammingo. Bourgeois ha giurato il 25 giugno 2014 e da allora ha guidato la coalizione N-VA, CD&V e Open VLD.